# Sladorovac
Sladorovac (šećerna trska, lat. Saccharum) je biljni rod iz porodice trava kojemu pripada 35 vrsta korisnih trajnica. U Hrvatskoj rastu dvije vrste, kritično ugroženi ravenski sladorovac (Saccharum ravennae) i Hostov sladorovac (Saccharum strictum), koje se danas uključuju u rod Tripidium.
Ravenski sladorovac (svilenasta trava) raste u blizini Nina u Dalmaciji, a otkriven je i na otoku Susku., danas priznata kao Tripidium ravennae (L.) H.Scholz.

## Vrste
1. Saccharum angustifolium (Nees) Trin.
2. Saccharum beccarii (Stapf) Cope
3. Saccharum filifolium Steud.
4. Saccharum formosanum (Stapf) Ohwi
5. Saccharum griffithii Munro ex Aitch.
6. Saccharum intermedium Welker & Peichoto
7. Saccharum kajkaiense (Melderis) Melderis
8. Saccharum longesetosum (Andersson) V.Naray. ex Bor
9. Saccharum maximum (Brongn.) Trin.
10. Saccharum officinarum L.
11. Saccharum robustum E.W.Brandes & Jeswiet ex Grassl
12. Saccharum sikkimense (Hook.f.) V.Naray. ex Bor
13. Saccharum spontaneum L.
14. Saccharum stewartii Rajesw., R.R.Rao & Arti Garg
15. Saccharum velutinum (Holttum) Cope
16. Saccharum wardii (Bor) Bor ex Cope
17. Saccharum williamsii (Bor) Bor ex Cope
18. Saccharum × sinense Roxb.